# Transitus Fluvii

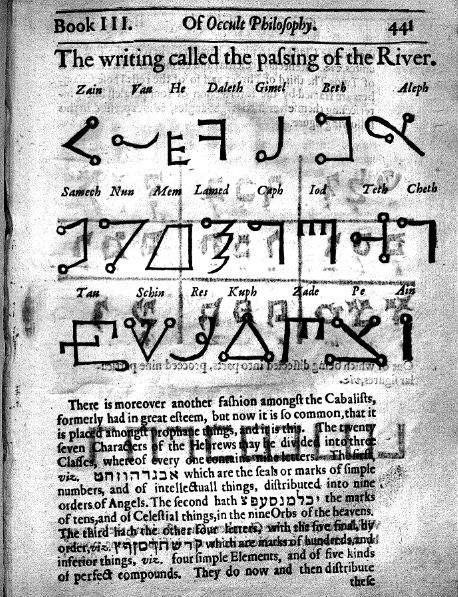
Détail du Troisième livre du De occulta philosophia de Heinrich Cornelius Agrippa (1513).

Le Transitus Fluvii ("Passage de la rivière"), est un alphabet consonantique (ou abjad) de 22 lettres, décrit par Henri-Corneille Agrippa de Nettesheim au XVIe siècle dans le troisième livre de son ouvrage De occulta philosophia (1513)
Selon Agrippa, l'alphabet était utilisé alors pour un usage ésotérique par les cabalistes et est semblable à l’alphabet Celestial et à l’alphabet Malachim. Il dérive de l’alphabet hébreu.
Le nom doit faire référence au passage de l’Euphrate par les Hébreux à leur retour de Babylone pour reconstruire le temple.
Il est fait mention de l’alphabet Transitus fluvii dans le film Le Projet Blair Witch.